# Beršaďský rajón
Beršaďský rajón (ukrajinsky Бершадський район) byl rajón ve Vinnycké oblasti na Ukrajině. Hlavním městem byl Beršaď a rajón měl přibližně 59 tisíc obyvatel. 

## Sídla v rajónu
- Beršaď